# ギュンター・アイヒ

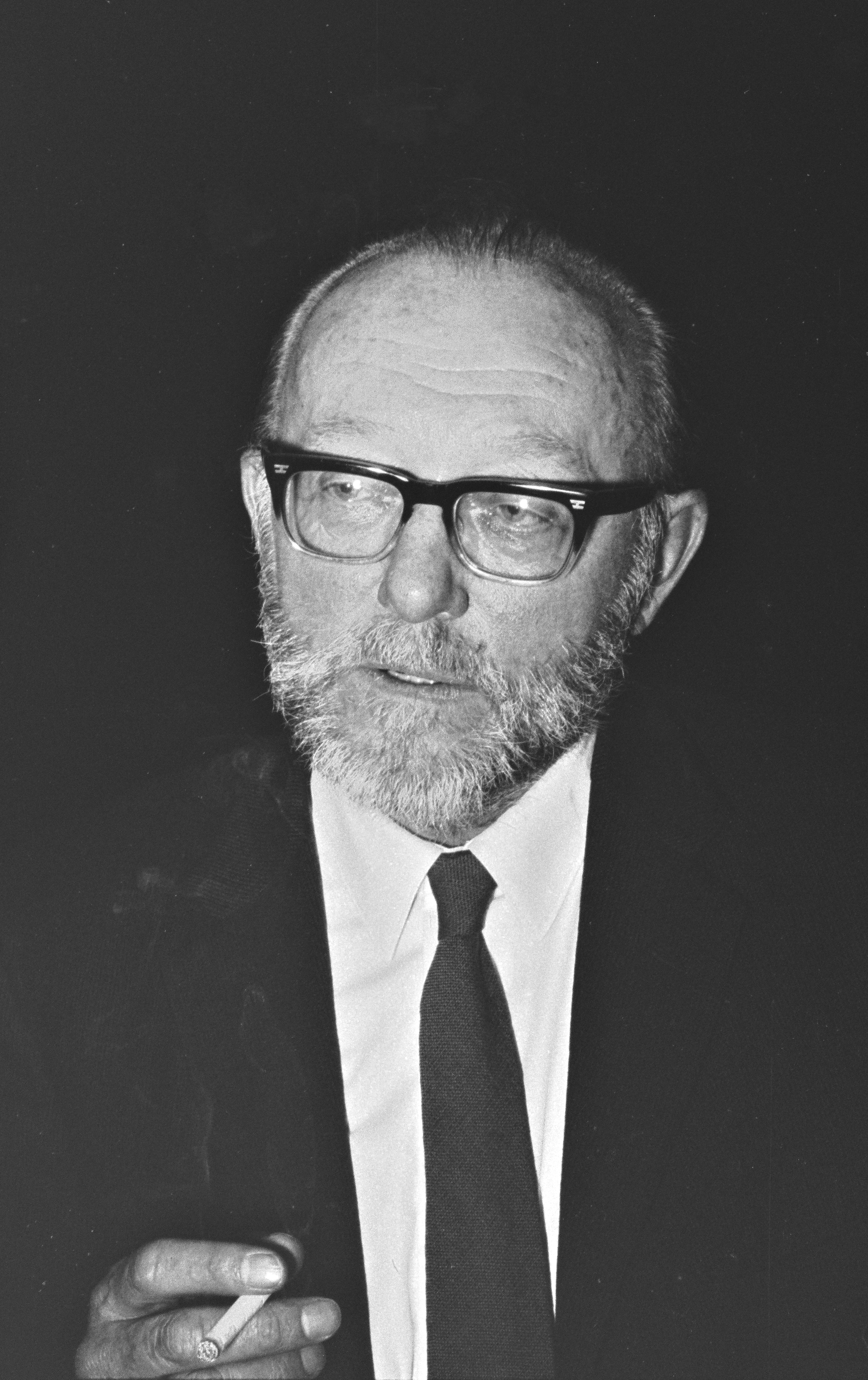
ギュンター・アイヒ

ギュンター・アイヒ（Günter Eich、1907年2月1日 - 1972年12月21日）は、ドイツの詩人、劇作家、作詞家。

## 生涯
レブース生まれ。形成期をライプツィヒ、ベルリン、ついでパリで過ごし、法学、中国学を修める。1930年代に勉学を中断し、ベルリン、バルト海の海水浴地ポーベロウを拠点にフリーの文筆家として活動。1929年に第一詩集『詩集』を出版。1931年に作家グループ「コロンネ」に所属する。
1943年、空襲に遭い手稿の多くを失う。第二次世界大戦に従軍、捕虜を経験したのち、戦後再び作家活動。1948年、詩集である『辺地の農場』を発表。1955年、戦後ドイツの叙情詩である『雨の便り』を発表。1960年頃まで様々な放送劇の脚本を手掛ける。1950年に47年グループ賞を受賞し、1959年にはゲオルク・ビューヒナー賞を受賞した。

## 私生活
1930年代に最初の妻と結婚したが、この女性は1951年に自殺した。1953年に、同じ47年グループのメンバーであり作家のイルゼ・アイヒンガーと再婚している。

## 作品
アイヒが作った有名な詩は以下のようなものがある。
- Changed Landscape
- Clearings in the Woods (Tr. by Teo Savory)
- Dreams
- Inventory